# Hélio Hermito Zampier Neto
Hélio Hermito Zampier Neto, mais conhecido como Neto (Rio de Janeiro, 16 de agosto de 1985), é um ex-futebolista brasileiro que atuava como zagueiro. Ficou conhecido internacionalmente por ser um dos 6 sobreviventes do Voo LaMia 2933.

## Carreira

### Início
Neto começou a sua carreira como jogador profissional pelo Francisco Beltrão em 2006, após passagens na base pelo Paraná e Vasco da Gama. Depois defendeu os times do Cianorte, Guarani e Metropolitano.

### Guarani
Neto foi um dos destaques do Guarani na campanha do vice-campeonato no Paulistão de 2012 e chamou a atenção de clubes como Santos e Internacional.

### Santos
Em novembro de 2012, foi anunciado como novo jogador do Santos para a temporada de 2013, Neto não foi antes ao clube da baixada, por divergência de valores e uma lesão do atleta. No Santos, Neto ficou até dezembro de 2014 quando não teve seu contrato renovado.

### Chapecoense
Em 12 de fevereiro de 2015, foi anunciado como novo jogador da Chapecoense.
No ano de 2015 foi muitas vezes titular do time. Ganhou espaço e foi bem aproveitado. Marcou gol na incrível  goleada da Chape por 5–1 contra o Palmeiras na Arena Condá. Contra o Vasco da Gama fez um golaço de bicicleta garantindo a vitória do time por 1–0. Marcou contra seu ex- time Santos, na derrota da Chape por 3–1 na Vila Belmiro.
Em 2016 ganhou o Campeonato Catarinense e venceu o prêmio de melhor defensor do Campeonato. Foi um dos líderes da impressionante campanha do time na Copa Sul-Americana. Foi titular nas partidas históricas da Chape na Arena Condá, contra o Junior Barranquilla (quartas de final) e contra o San Lorenzo (semifinal).
Neto e Alan Ruschel voltaram a correr e treinar em Fevereiro de 2017.
Em dezembro de 2019, o jogador resolveu encerrar a carreira nos gramados aos 34 anos.

## Acidente do Voo 2933 da Lamia
Neto é um dos sobreviventes da queda do Voo 2933 da Lamia, no dia 28 de novembro de 2016. A aeronave transportava a equipe do Chapecoense para Medellin, onde disputaria a primeira partida da final da Copa Sul-Americana de 2016. Além da equipe da Chapecoense, a aeronave também levava 21 jornalistas brasileiros que cobririam a partida contra o Atlético Nacional (COL). Na queda, o jogador sofreu um traumatismo cranioencefálico e foi submetido a uma cirurgia em um hospital da Colômbia, onde também contraiu uma pneumonia bacteriana. Ao acordar, Neto perguntou aos seus familiares o que havia ocorrido na partida contra o Atlético Nacional (COL) e porque estava com tantos ferimentos em seu corpo.
Apesar da gravidade da situação, Neto não sofreu lesões neurológicas. O jogador ficou em estado de coma por vários dias, e só tomou conhecimento da tragédia cerca de duas semanas após o ocorrido.
Neto deixou o hospital em Chapecó, emocionado com a perda dos amigos e visando um breve retorno ao time da Chapecoense.

## Estatísticas
Até 2 de abril de 2016.

### Clubes
| Clube             | Temporada         | Campeonato nacional | Campeonato nacional | Campeonato nacional | Copa nacional[a] | Copa nacional[a] | Copa nacional[a] | Competições continentais[b] | Competições continentais[b] | Competições continentais[b] | Outros torneios[c] | Outros torneios[c] | Outros torneios[c] | Total | Total | Total   |
| Clube             | Temporada         | Jogos               | Gols                | Assist.             | Jogos            | Gols             | Assist.          | Jogos                       | Gols                        | Assist.                     | Jogos              | Gols               | Assist.            | Jogos | Gols  | Assist. |
| ----------------- | ----------------- | ------------------- | ------------------- | ------------------- | ---------------- | ---------------- | ---------------- | --------------------------- | --------------------------- | --------------------------- | ------------------ | ------------------ | ------------------ | ----- | ----- | ------- |
| Chapecoense       | 2015              | 23                  | 3                   | 0                   | 1                | 0                | 0                | 4                           | 0                           | 1                           | 3                  | 0                  | 0                  | 31    | 3     | 1       |
| Chapecoense       | 2016              | 8                   | 0                   | 0                   | 0                | 0                | 0                | 4                           | 0                           | 0                           | 9                  | 1                  | 0                  | 21    | 1     | 0       |
| Chapecoense       | 2017              | 0                   | 0                   | 0                   | 0                | 0                | 0                | 0                           | 0                           | 0                           | 0                  | 0                  | 0                  | 0     | 0     | 0       |
| Chapecoense       | 2018              | 0                   | 0                   | 0                   | 0                | 0                | 0                | 0                           | 0                           | 0                           | 0                  | 0                  | 0                  | 0     | 0     | 0       |
| Chapecoense       | Total             | 31                  | 3                   | 0                   | 1                | 0                | 0                | 8                           | 0                           | 1                           | 12                 | 1                  | 0                  | 52    | 4     | 1       |
| Total na carreira | Total na carreira | 31                  | 3                   | 0                   | 1                | 0                | 0                | 8                           | 0                           | 1                           | 12                 | 1                  | 0                  | 52    | 4     | 2       |

- a. ^ Jogos da Copa do Brasil
- b. ^ Jogos da Copa Sul-Americana
- c. ^ Jogos do Campeonato Catarinense

|             | Data                    | Local                                    | Resultado | Adversário         | Gols | Assist. | Competição                     |
| ----------- | ----------------------- | ---------------------------------------- | --------- | ------------------ | ---- | ------- | ------------------------------ |
| Chapecoense |                         |                                          |           |                    |      |         |                                |
| 119.        | 30 de janeiro de 2016   | Arena Condá, Chapecó, Brasil             | 2–1       | Inter de Lages     | 0    | 0       | Campeonato Catarinense de 2016 |
| 120.        | 2 de fevereiro de 2016  | Robertão, Camboriú, Brasil               | 1–0       | Camboriú           | 0    | 0       | Campeonato Catarinense de 2016 |
| 121.        | 6 de fevereiro de 2016  | Arena Condá, Chapecó, Brasil             | 1–1       | Guarani de Palhoça | 0    | 0       | Campeonato Catarinense de 2016 |
| 122.        | 14 de fevereiro de 2016 | Augusto Bauer, Brusque, Brasil           | 2–0       | Brusque            | 1    | 0       | Campeonato Catarinense de 2016 |
| 123.        | 21 de fevereiro de 2016 | Arena Condá, Chapecó, Brasil             | 1–0       | Figueirense        | 0    | 0       | Campeonato Catarinense de 2016 |
| 124.        | 24 de fevereiro de 2016 | Arena Condá, Chapecó, Brasil             | 3–0       | Metropolitano      | 0    | 0       | Campeonato Catarinense de 2016 |
| 125.        | 2 de abril de 2016      | Orlando Scarpelli, Florianópolis, Brasil | 1–1       | Figueirense        | 0    | 0       | Campeonato Catarinense de 2016 |

## Títulos
Paraná
- Campeonato Paranaense: 2006

Chapecoense
- Copa Sul Americana: 2016[16]
- Campeonato Catarinense: 2016: e 2017

## Prêmios individuais
- Seleção do Campeonato Catarinense: 2016 (melhor zagueiro)
- Prêmio Faz Diferença O Globo - Esportes: 2017